# Разъезд Антонины Петровой
Разъезд Антони́ны Петро́вой — железнодорожная остановка в Лужском районе Ленинградской области на перегоне Мшинская — Толмачёво линии Санкт-Петербург — Луга. Расположена в лесном массиве. В основном, используется пассажирами, которые направляются за грибами и ягодами. По причине низкого пассажиропотока, часть электропоездов проезжает платформу без остановки. Касса и зал ожидания на платформе отсутствуют. Полное название — «Разъезд имени Героя Советского Союза Антонины Петровой».
В 1971 году через разъезд была протянута электрификация однопутного участка Сиверская — Луга-I напряжением 3,3 кВ постоянного тока. В том же году были сооружены две боковые высокие пассажирские платформы.
В 1986 году на участке от ст. Сиверская до ст. Луга-I в связи с увеличением пар электропоездов и пропускной способности был сооружён и электрифицирован напряжением 3,3 кВ постоянного тока второй путь и разъезд потерял статус разъезда и вошёл в состав двухпутного перегона Мшинская — Толмачёво.
Ранее назывался 112 км. 16 мая 2001 года его назвали железнодорожным разъездом Антонины Петровой — в честь Героя Советского Союза А. В. Петровой.